# Rudolf Steinweg
Rudolf Steinweg, né en 1888 et décédé le 2 novembre 1935, est un pilote automobile allemand sur circuits et de courses de côte.

## Biographie
Après une première courte apparition en course durant la saison 1921, il revient s'exprimer de façon régulière à partir de 1929, en montagne (sur B.N.G. et N.S.U.). 

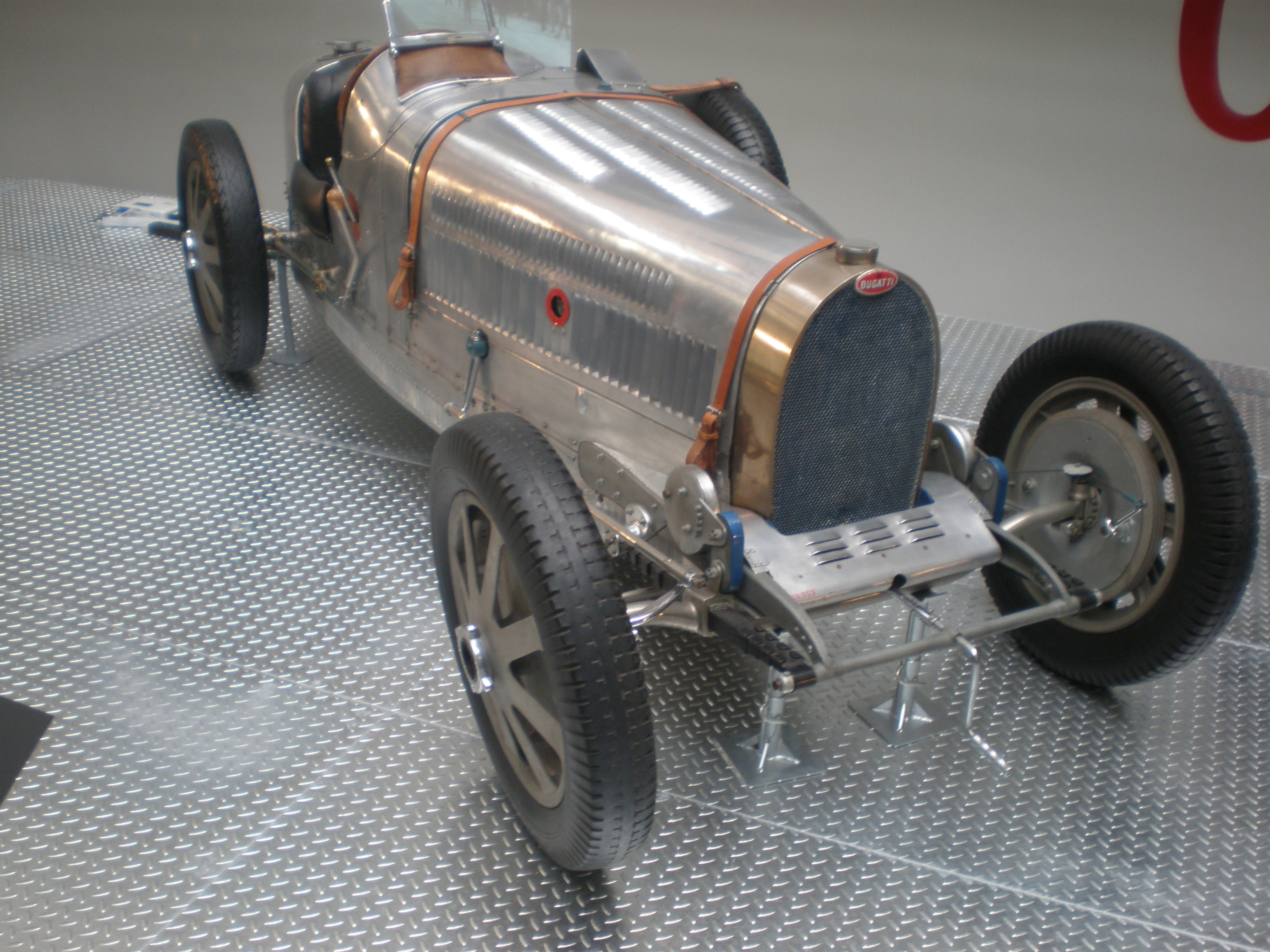
Exemple de Bugatti T51.

En 1930, il s'achète une Amilcar 6 cylindres qui lui permet en catégorie voiturettes d'obtenir une vingtaine de coupes essentiellement dans la même discipline automobile de côte jusqu'en 1933 (ainsi qu'une troisième place au général sur l'AVUS en 1932 derrière Earl Howe et Barnes, circuit d'où il s'élancera en première ligne la saison suivante devant Nuvolari et Varzi), et il se paye ensuite une Bugatti T35 de 6 ans d'âge qui lui permet désormais de faire plus d'épreuves sur circuits. 
En 1935 il s'offre une T51A, avec laquelle il remporte le Grand Prix des Frontières. 
Il décède lors d'un accident en reconnaissance pour participer à la côte de Guggerberg près de Budapest. Il aura obtenu la victoire notamment dans l'épreuve de Ratisbonne en 1929 sur B.N.G. (près de Kelheim), puis dans celles de Gabelbach, Lückendorf et Hármashatár (Budapest) en 1934 sur T35C, et enfin à Wachenburg et à Dreifaltigkeitsberg en 1935 sur T51A.